# Biserica Kretzulescu
Biserica Crețulescu, cunoscută și sub grafia Biserica Kretzulescu este un lăcaș de cult ortodox din București.

## Istoric
Biserica Crețulescu, considerată unul din cele mai valoroase monumente de arhitectură ale orașului  de la sfârșitul perioadei brâncovenești, a fost ridicată în anii 1720 -1722 prin grija marelui logofăt Iordache Crețulescu și a soției sale Safta, una din fiicele domnitorului Constantin Brâncoveanu. 

Marele logofăt a construit în vecinătatea bisericii și un han, nu numai pentru că așa se obișnuia în aceea vreme, dar și pentru faptul că aici se afla, pe atunci, bariera de nord a orașului, pe "ulița cea mare" sau "Podul Mogoșoaiei", în locul numit pe atunci "Puțul cu zale". 

## Descriere
Construcția are un plan trilobat, purtând deaspra naosului o turlă sveltă, iar deasupra pronaosului, clopotnița. Ambele sunt înzestrate cu ferestre înguste și lungi accentuând tendința de verticalitate a monumentului, ceea ce se realizează prin plastica decorativă a fațadelor. Acestea sunt împărțite în două registre, cel inferior fiind ornat cu panouri dreptunghiulare, iar cel superior cu arcaturi duble, prelungi. 

Intrarea în biserică se face printr-un pritvor deschis, sprijinit pe coloane înalte de piatră între care se deschid arcade simple în plin centru.

Exteriorul bisericii a fost tencuit la origine dar cu ocazia restaurării efectuate, în anii 1935-1936, sub îngrijirea arhitectului Ștefan Balș, el a rămas în cărămidă aparentă. Pictura din pridvor este cea originală, dar cea din interior aparține lui Gheorghe Tattarescu, fiind realizată între anii 1859 - 1860. 

Biserica a fost reparată și între anii 1942-1943, din cauza cutremurului din 1940.
În perioada comunistă se preconiza dărâmarea bisericii Kretzulescu. A fost salvată datorită arhitecților, dintre care o amintim pe doamna Henriette Delavrancea. A fost realizată o nouă restaurare atât la exterior cât și la interior, atât după cutremurul din 1977 cât și după revoluția din 1989. Toate aceste lucrări au fost realizate cu sprijinul preotului Paroh Vasile Răducă. Restaurarea a început în 1996 și a durat până în anul 2003, atunci când pictura veche a fost parțial spălată.

## Imagini

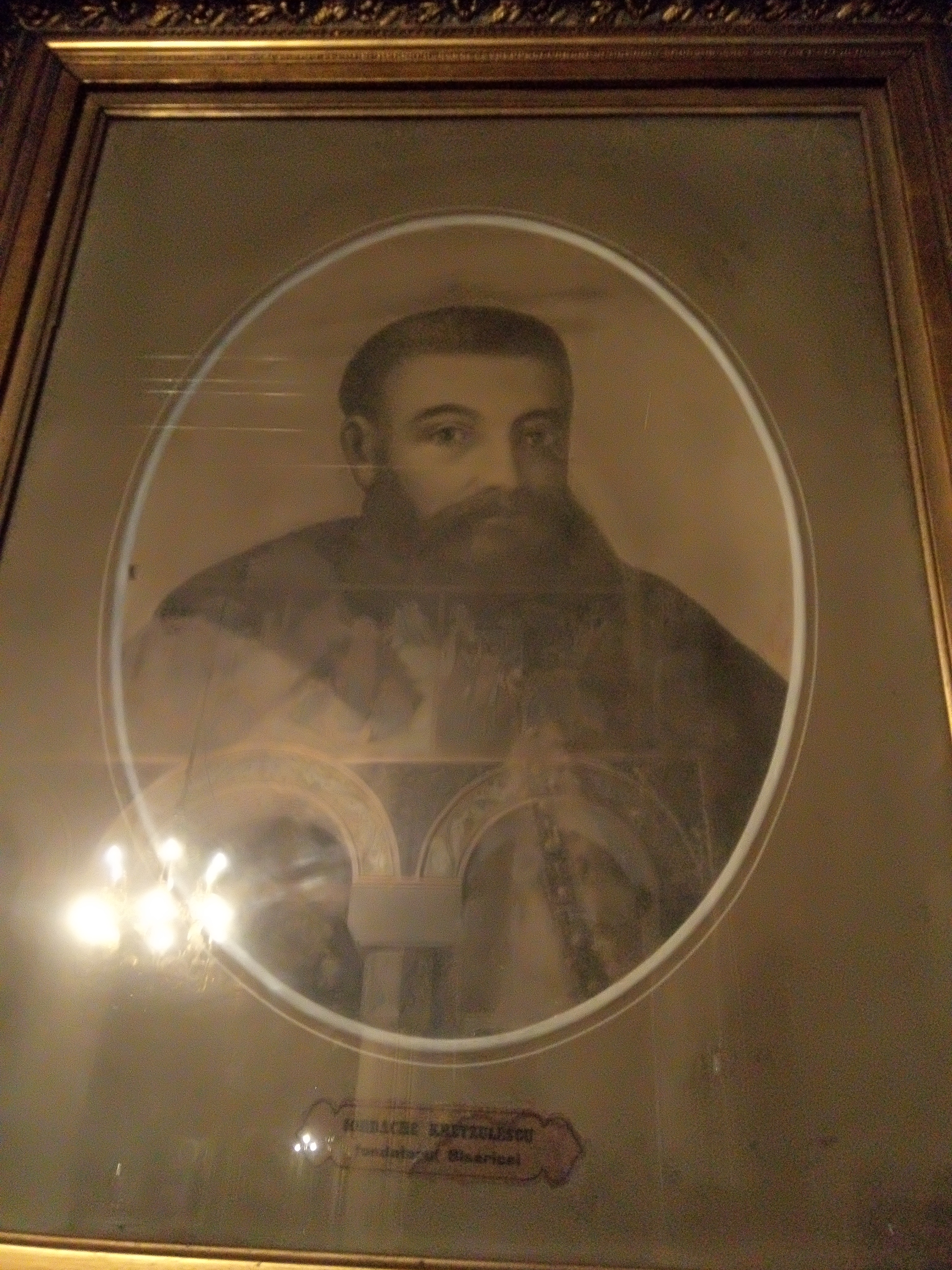
Ctitorul Iordache Kretzulescu - de Gheorghe Tattarescu
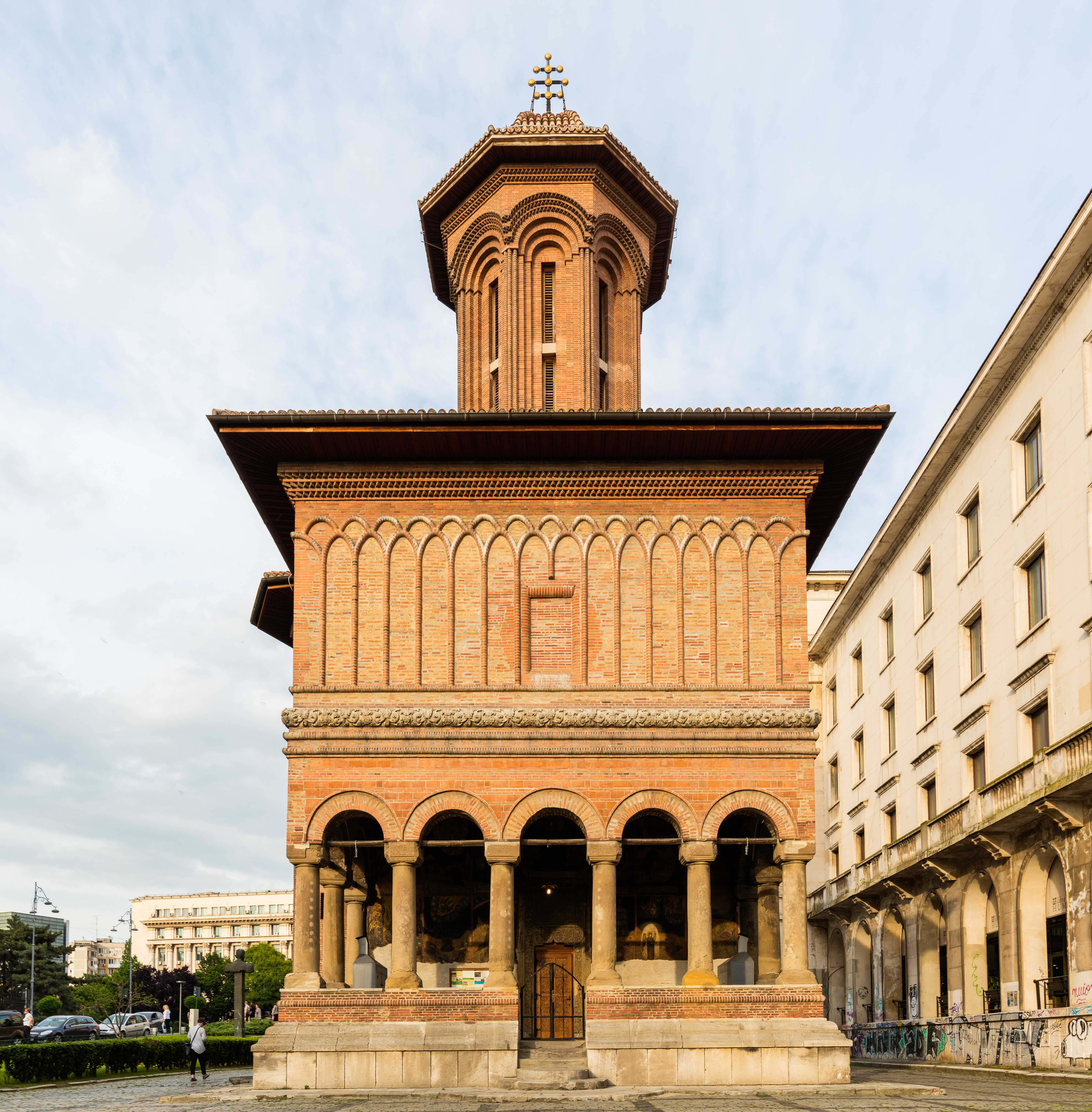
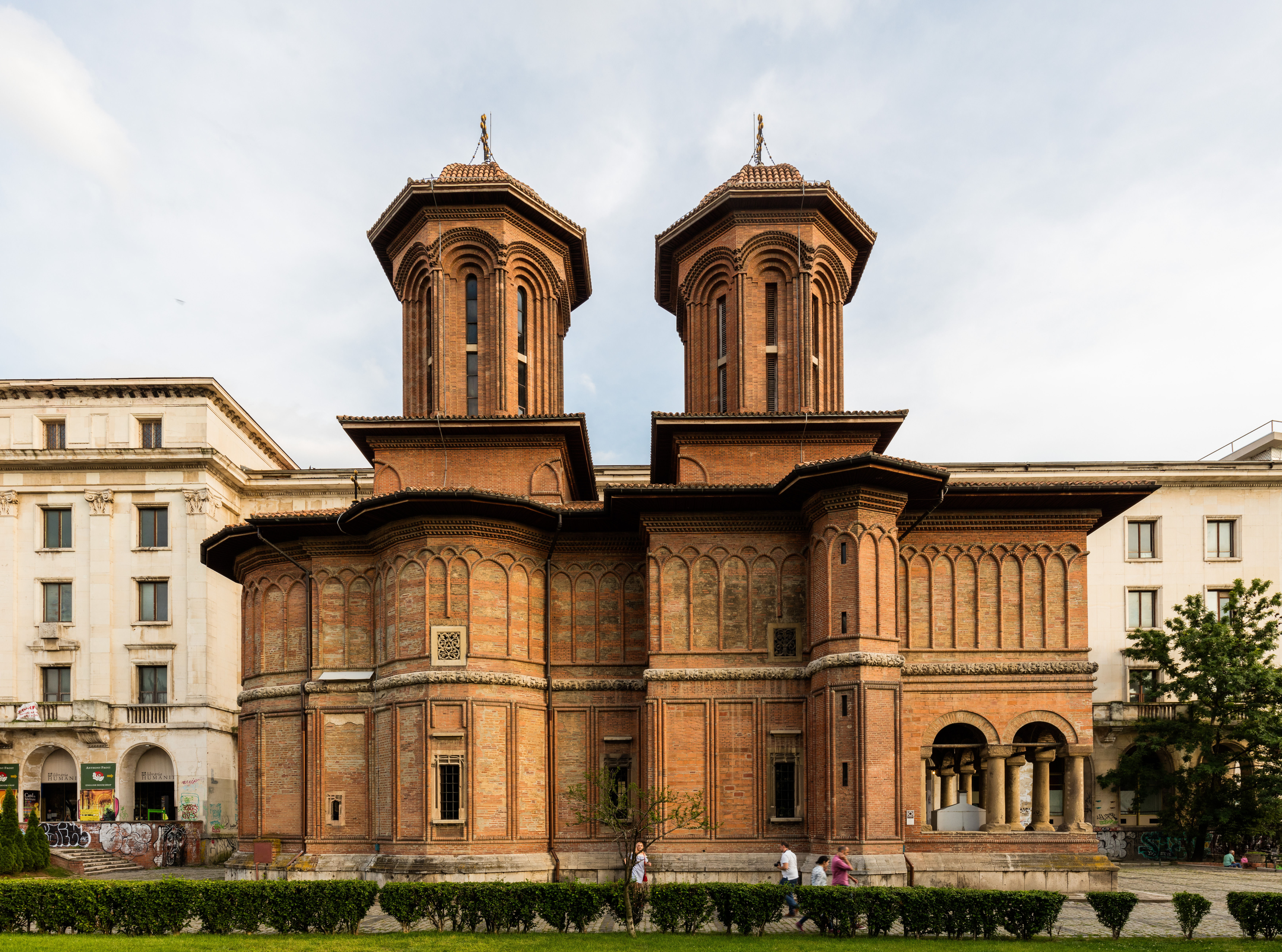
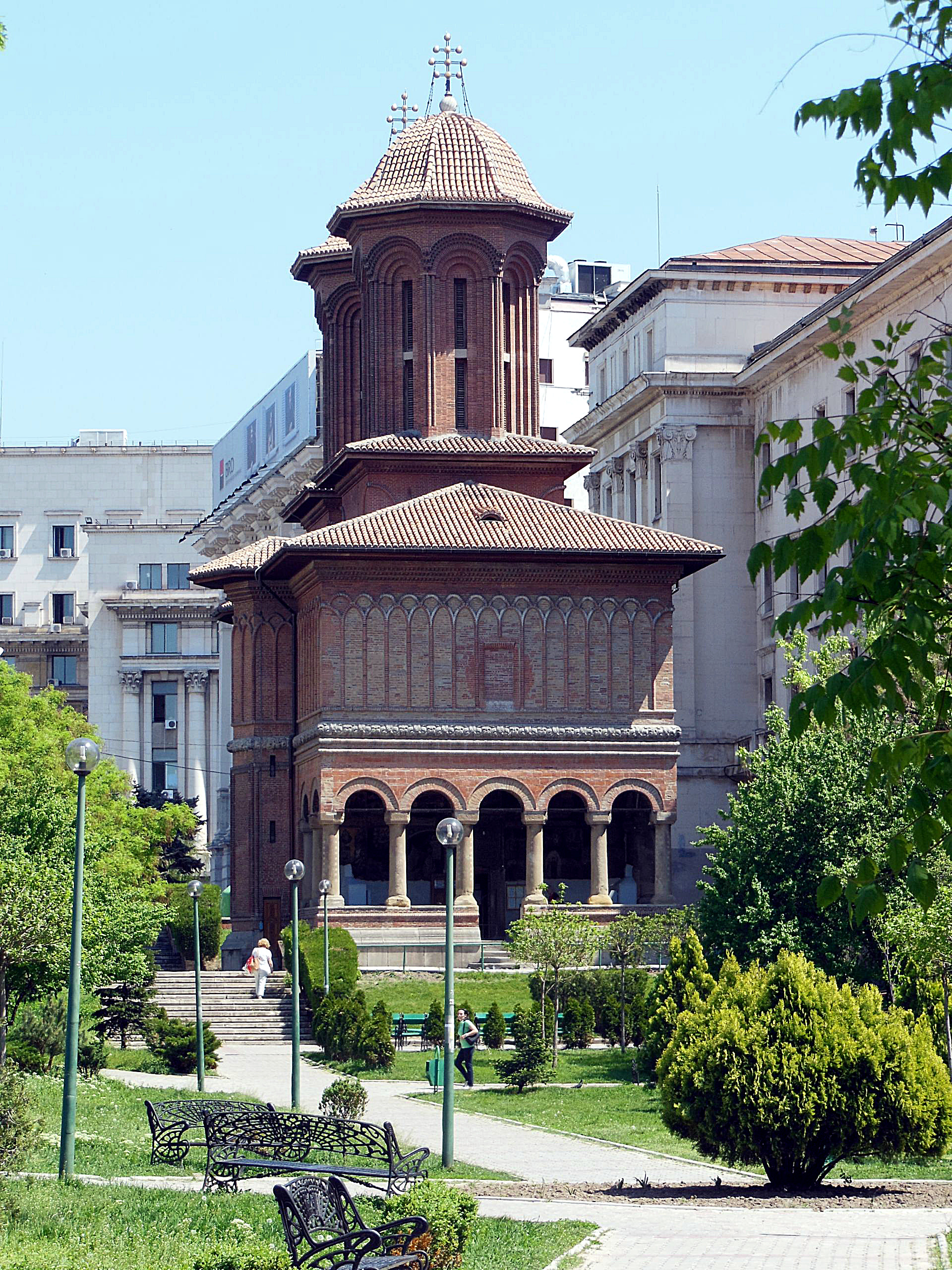
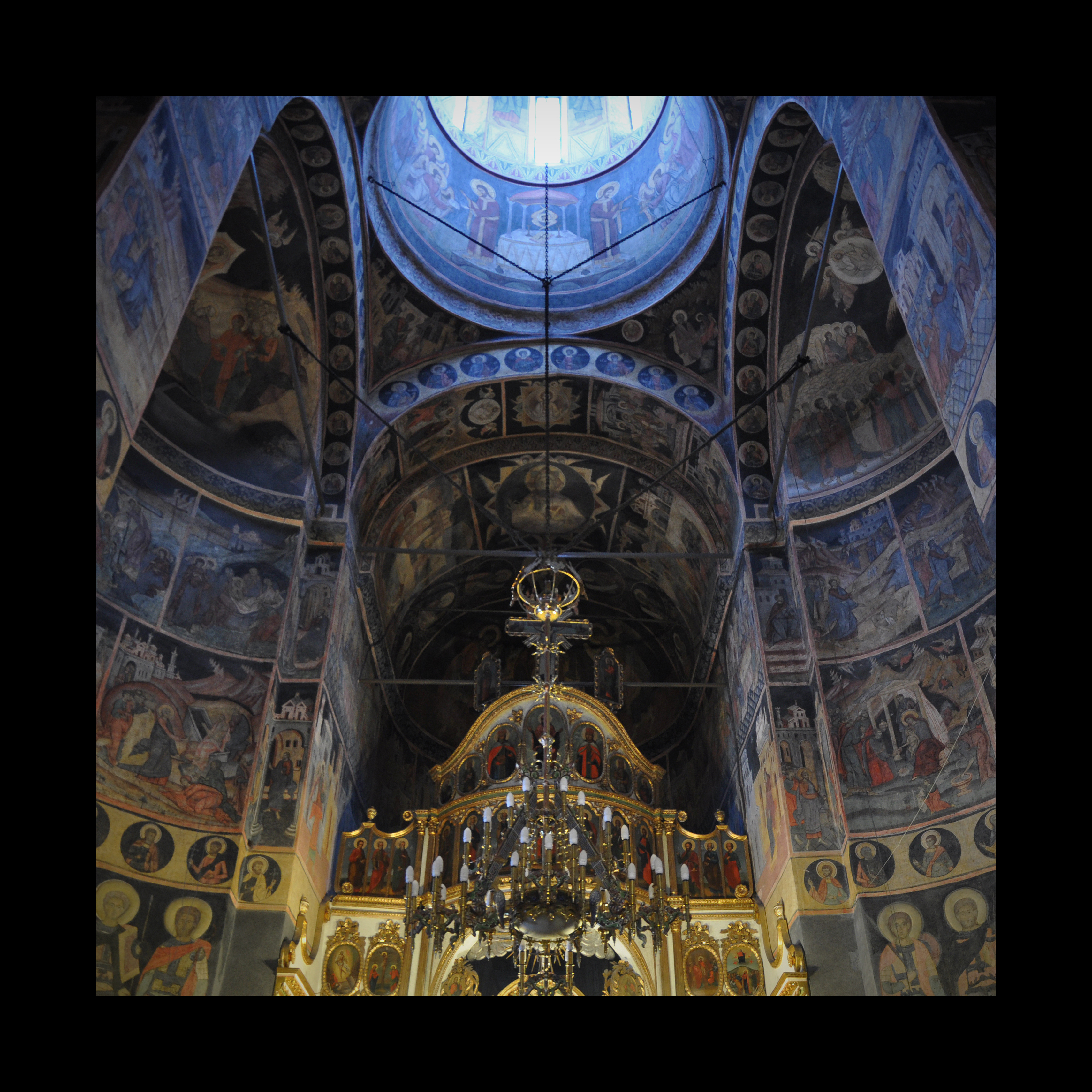

Ce a mai rămas din picturile murale în ulei realizate de Gheorghe Tattarescu în anul 1860
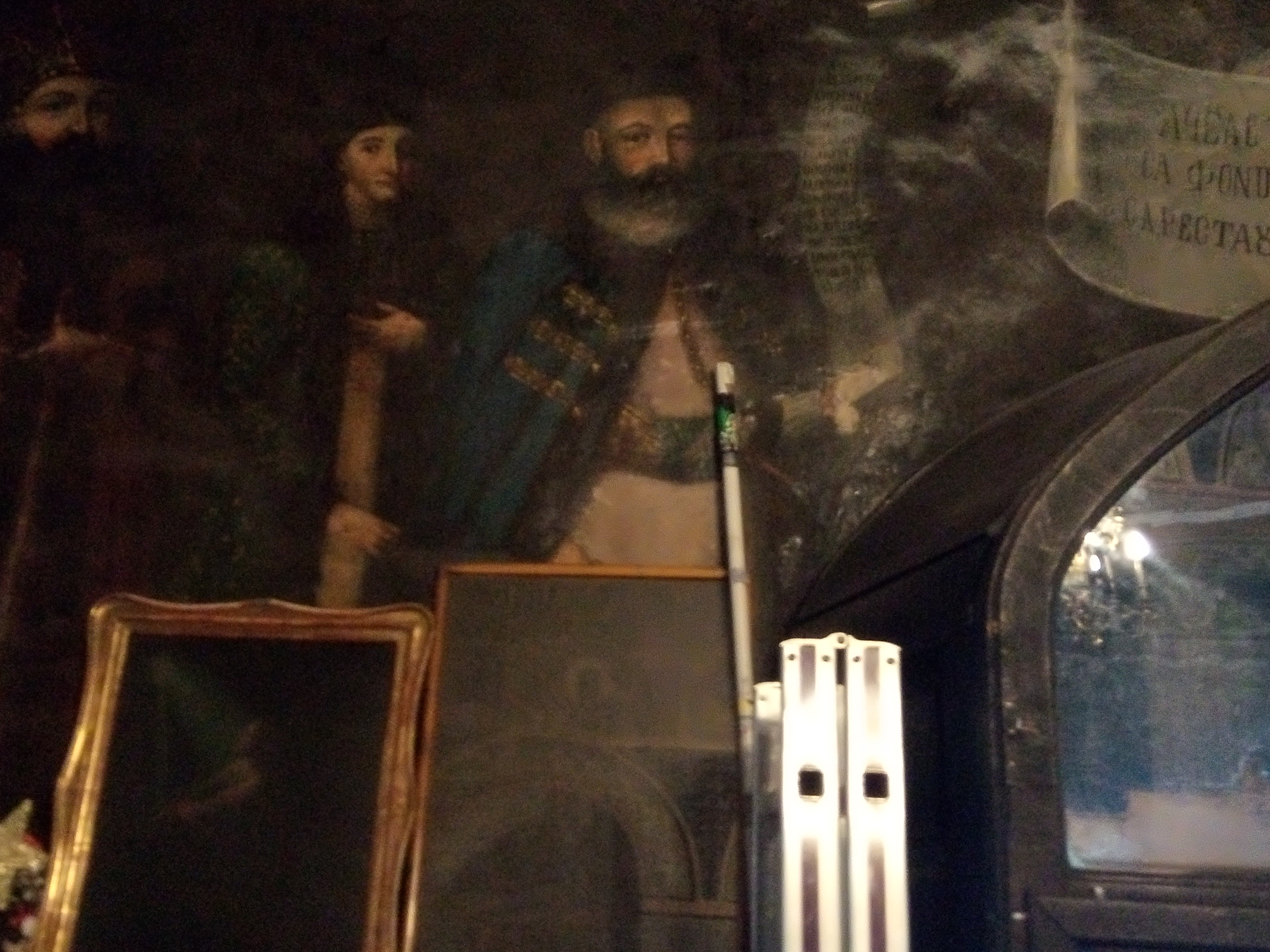
Familia Kretzulescu (1)
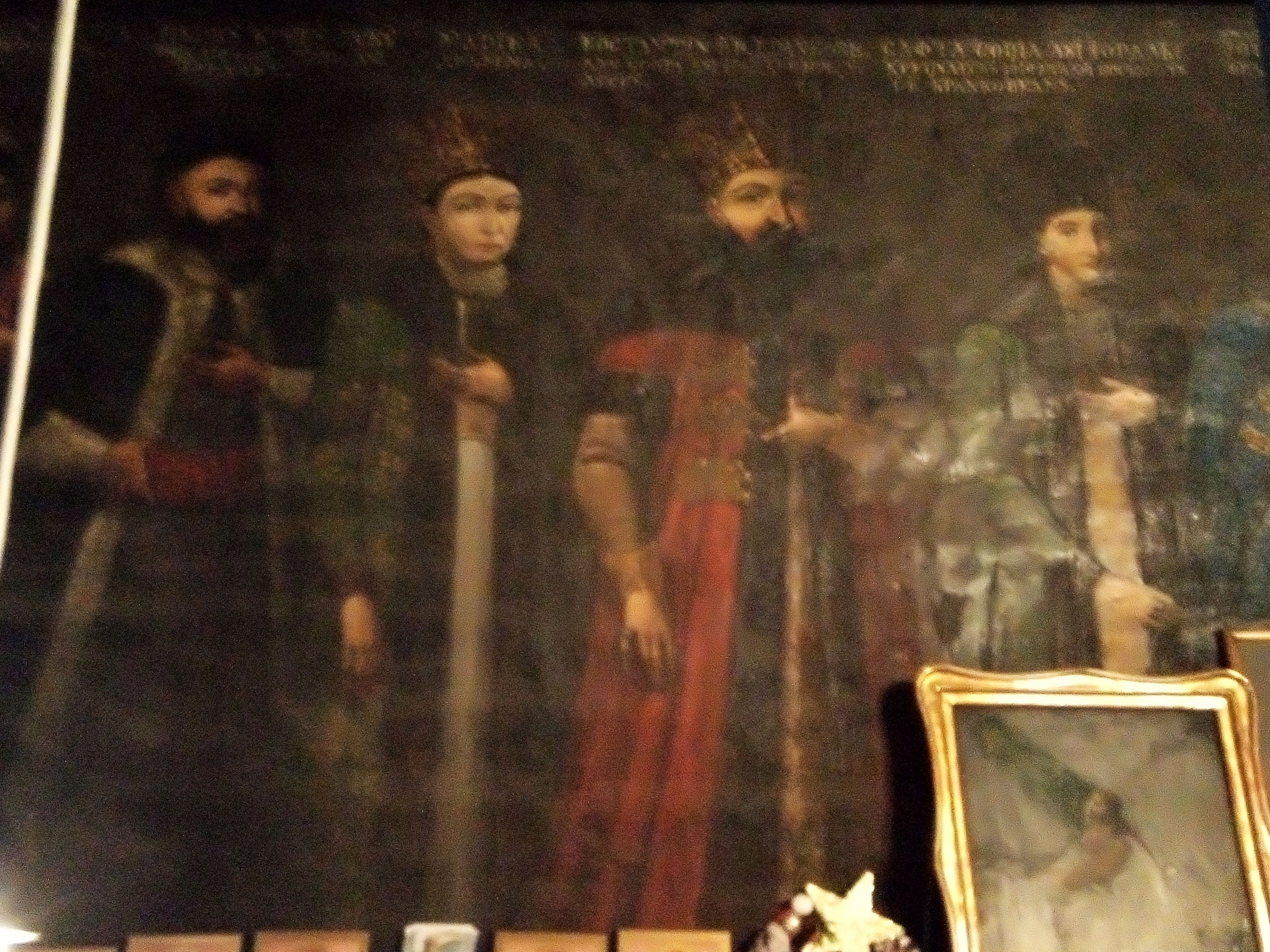
... (2)
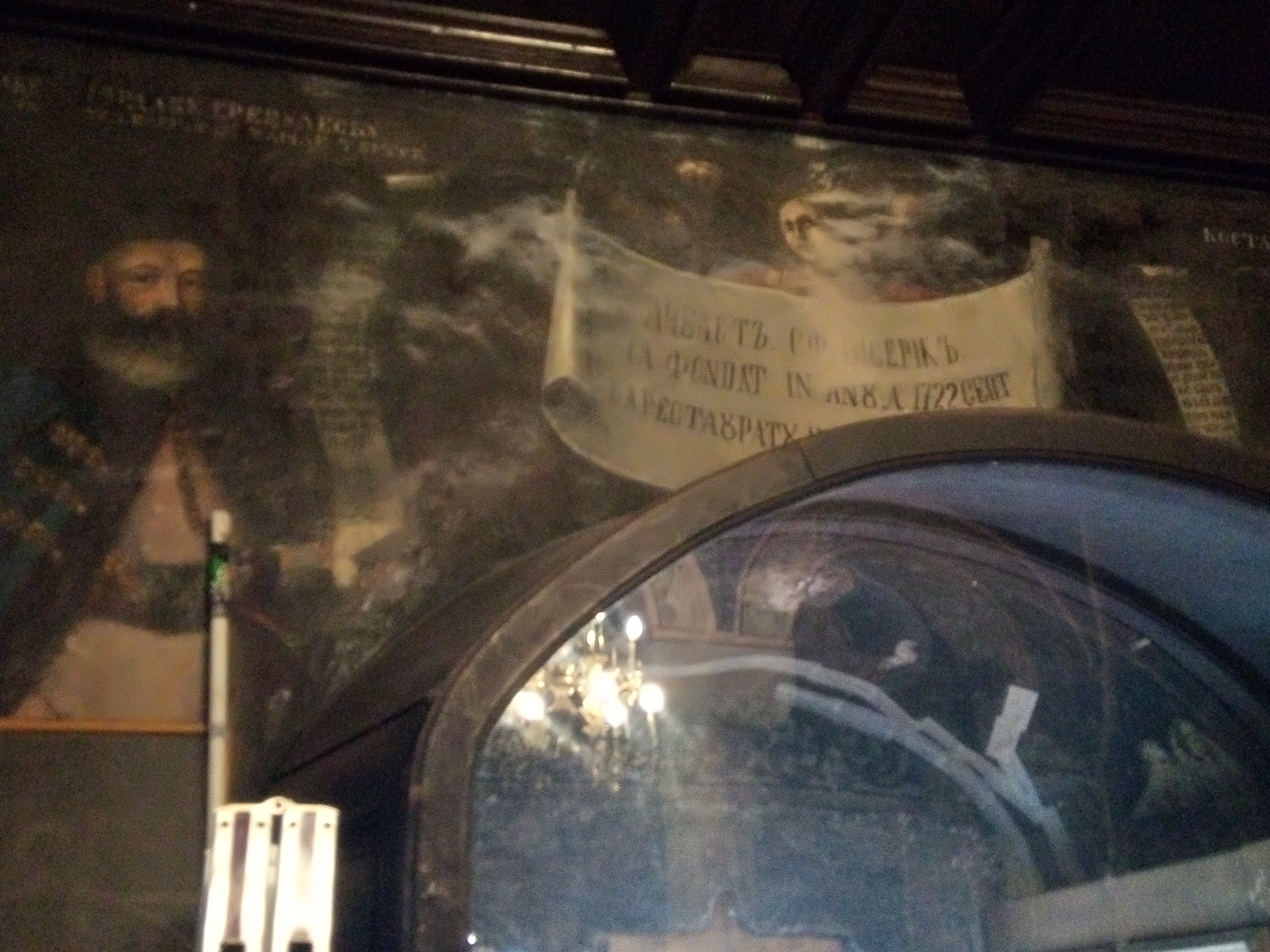
... (3)
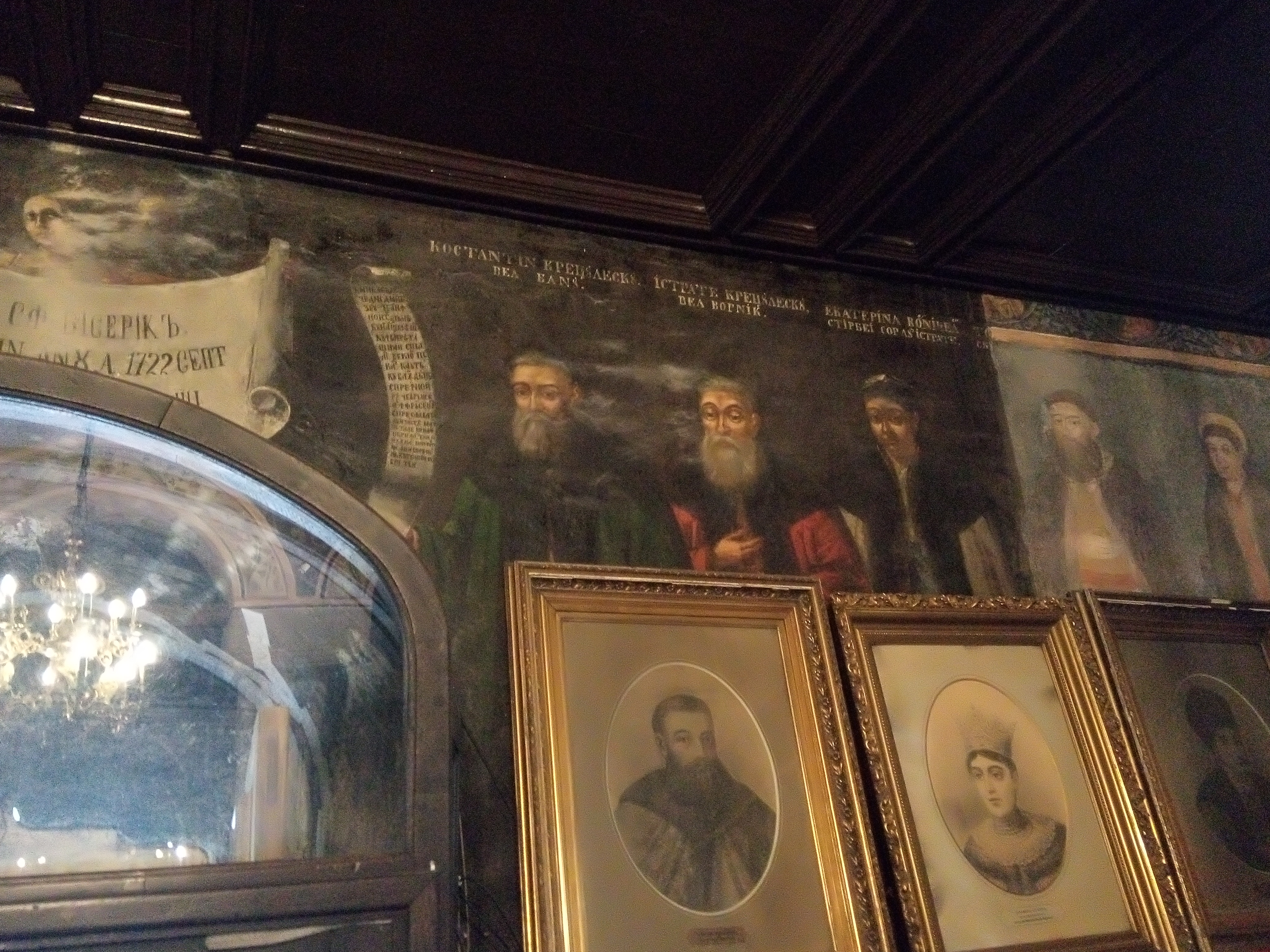
... (4) - jos - Iordache și Safta
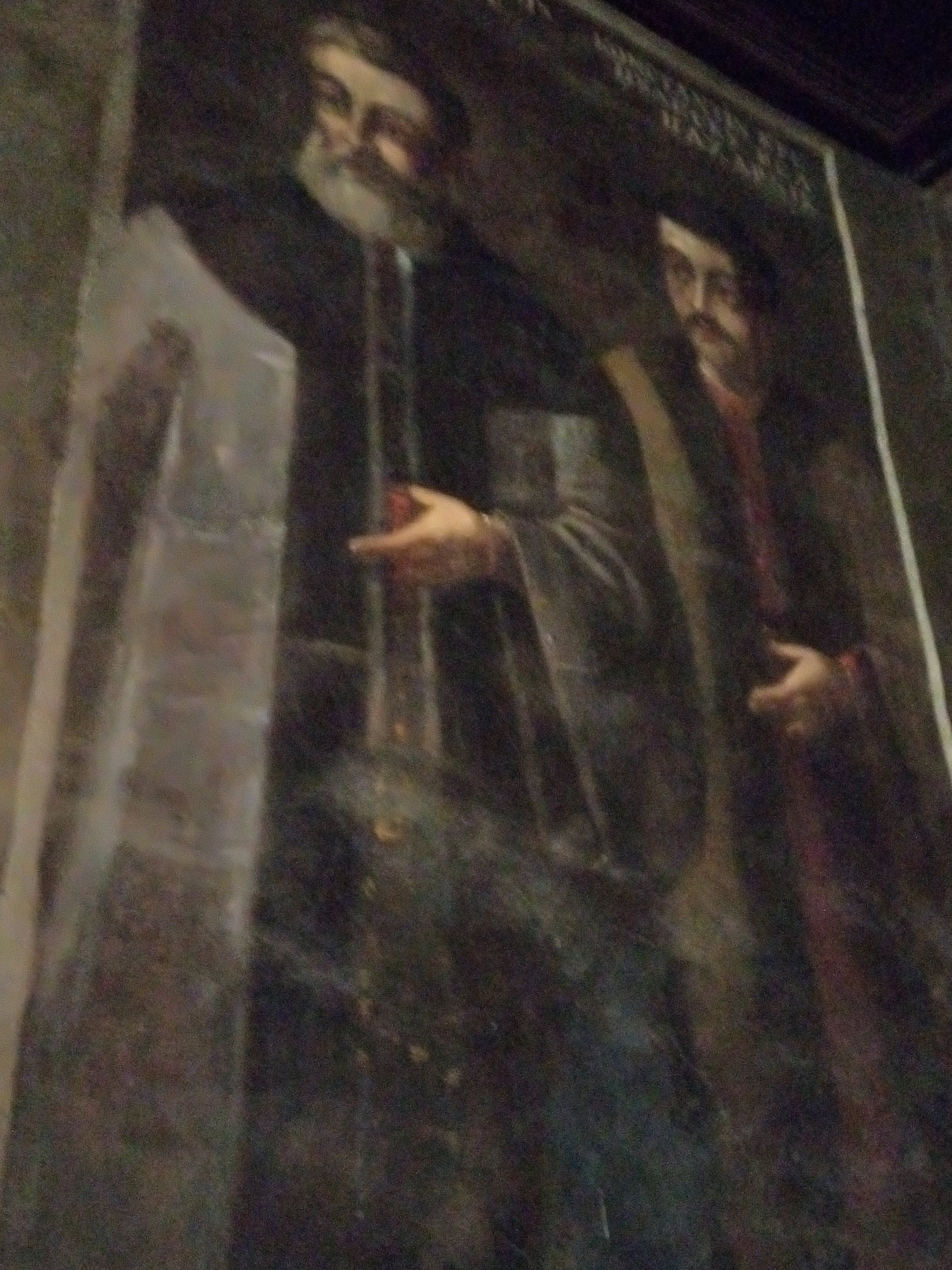
... (5)